# Бред Гедікен
Бред Гедікен (англ. Bret Hedican, нар. 10 серпня 1970, Сент-Пол) — колишній американський хокеїст, що грав на позиції захисника. Грав за збірну команду США.
Володар Кубка Стенлі. Провів понад тисячу матчів у Національній хокейній лізі.

## Ігрова кар'єра
Хокейну кар'єру розпочав 1988 року.
1988 року був обраний на драфті НХЛ під 198-м загальним номером командою «Сент-Луїс Блюз».
Протягом професійної клубної ігрової кар'єри, що тривала 19 років, захищав кольори команд «Сент-Луїс Блюз», «Ванкувер Канакс», «Флорида Пантерс», «Кароліна Гаррікейнс» та «Анагайм Дакс».
Загалом провів 1147 матчів у НХЛ, включаючи 108 ігор плей-оф Кубка Стенлі.
Виступав за збірну США.

## Нагороди та досягнення
- Володар Кубка Стенлі в складі «Кароліна Гаррікейнс» — 2006.

## Статистика
| Сезон        | Клуб                               | Ліга         | Регулярний сезон | Регулярний сезон | Регулярний сезон | Регулярний сезон | Регулярний сезон | Плей-оф | Плей-оф | Плей-оф | Плей-оф | Плей-оф |
| Сезон        | Клуб                               | Ліга         | І                | Г                | П                | О                | ШХ               | І       | Г       | П       | О       | ШХ      |
| ------------ | ---------------------------------- | ------------ | ---------------- | ---------------- | ---------------- | ---------------- | ---------------- | ------- | ------- | ------- | ------- | ------- |
| 1988–89      | Університет Сент-Клауд (Міннесота) | НКАА         | 28               | 5                | 3                | 8                | 28               | —       | —       | —       | —       | —       |
| 1989–90      | Університет Сент-Клауд (Міннесота) | НКАА         | 36               | 4                | 17               | 21               | 37               | —       | —       | —       | —       | —       |
| 1990–91      | Університет Сент-Клауд (Міннесота) | НКАА         | 41               | 18               | 30               | 48               | 52               | —       | —       | —       | —       | —       |
| 1991–92      | «Сент-Луїс Блюз»                   | НХЛ          | 4                | 1                | 0                | 1                | 0                | 5       | 0       | 0       | 0       | 0       |
| 1992–93      | «Пеорія Рівермен»                  | ІХЛ          | 19               | 0                | 8                | 9                | 10               | —       | —       | —       | —       | —       |
| 1992–93      | «Сент-Луїс Блюз»                   | НХЛ          | 42               | 0                | 8                | 8                | 30               | 10      | 0       | 0       | 0       | 14      |
| 1993–94      | «Сент-Луїс Блюз»                   | НХЛ          | 61               | 0                | 11               | 11               | 64               | —       | —       | —       | —       | —       |
| 1993–94      | «Ванкувер Канакс»                  | НХЛ          | 8                | 0                | 1                | 1                | 0                | 24      | 1       | 6       | 7       | 16      |
| 1994–95      | «Ванкувер Канакс»                  | НХЛ          | 45               | 2                | 11               | 13               | 34               | 11      | 0       | 2       | 2       | 6       |
| 1995–96      | «Ванкувер Канакс»                  | НХЛ          | 77               | 6                | 23               | 29               | 83               | 6       | 0       | 1       | 1       | 10      |
| 1996–97      | «Ванкувер Канакс»                  | НХЛ          | 67               | 4                | 15               | 19               | 51               | —       | —       | —       | —       | —       |
| 1997–98      | «Ванкувер Канакс»                  | НХЛ          | 71               | 3                | 24               | 27               | 79               | —       | —       | —       | —       | —       |
| 1998–99      | «Ванкувер Канакс»                  | НХЛ          | 42               | 2                | 11               | 13               | 34               | —       | —       | —       | —       | —       |
| 1998–99      | «Флорида Пантерс»                  | НХЛ          | 25               | 3                | 7                | 10               | 17               | —       | —       | —       | —       | —       |
| 1999–00      | «Флорида Пантерс»                  | НХЛ          | 76               | 6                | 19               | 25               | 68               | 4       | 0       | 0       | 0       | 0       |
| 2000–01      | «Флорида Пантерс»                  | НХЛ          | 70               | 5                | 15               | 20               | 72               | —       | —       | —       | —       | —       |
| 2001–02      | «Флорида Пантерс»                  | НХЛ          | 31               | 3                | 7                | 10               | 12               | —       | —       | —       | —       | —       |
| 2001–02      | «Кароліна Гаррікейнс»              | НХЛ          | 26               | 2                | 4                | 6                | 10               | 23      | 1       | 4       | 5       | 20      |
| 2002–03      | «Кароліна Гаррікейнс»              | НХЛ          | 72               | 3                | 14               | 17               | 75               | —       | —       | —       | —       | —       |
| 2003–04      | «Кароліна Гаррікейнс»              | НХЛ          | 81               | 7                | 17               | 24               | 64               | —       | —       | —       | —       | —       |
| 2005–06      | «Кароліна Гаррікейнс»              | НХЛ          | 74               | 5                | 22               | 27               | 58               | 25      | 2       | 9       | 11      | 42      |
| 2006–07      | «Кароліна Гаррікейнс»              | НХЛ          | 50               | 0                | 10               | 10               | 36               | —       | —       | —       | —       | —       |
| 2007–08      | «Кароліна Гаррікейнс»              | НХЛ          | 66               | 2                | 15               | 17               | 70               | —       | —       | —       | —       | —       |
| 2008–09      | «Анагайм Дакс»                     | НХЛ          | 51               | 1                | 5                | 6                | 36               | —       | —       | —       | —       | —       |
| Усього в НХЛ | Усього в НХЛ                       | Усього в НХЛ | 1039             | 55               | 239              | 294              | 893              | 108     | 4       | 22      | 26      | 108     |